# Terpsichori Chrisulaki-Wlachu
Terpsichori Chrisulaki-Wlachou (gr. Τερψιχόρη Χρυσουλάκη-Βλάχου; ur. w 1926 w Sitii, zginęła w 1944) – operatorka radiowa pracująca dla greckiego ruchu oporu podczas II wojny światowej. Została ujęta i zamordowana przez niemieckich nazistów.

## Życiorys
Urodzona w 1926 roku na Krecie, Terpsichori była jedną z wielu kreteńskich kobiet, które z zapałem odpowiedziały na narodowe wezwanie greckiego rządu do podjęcia walki z nazistowską okupacją podczas II wojny światowej.
Ukryta w klasztorze w Toplu pomagała greckiemu ruchowi oporu.

W czerwcu 1944 roku została aresztowana i skazana na śmierć. W wieku 18 lat została zabrana do więzienia Aja. Przed egzekucją napisała w na ścianie w więziennej celi:

Mam 18 lat. Skazali mnie na śmierć. Oczekuję plutonu egzekucyjnego lada minuta. Niech żyje Grecja! Niech żyje Kreta!

Είμαι 18 χρονών. Με καταδίκασαν σε θάνατο. Περιμένω από στιγμή σε στιγμή το εκτελεστικό απόσπασμα. Ζήτω η Ελλάδα! Ζήτω η Κρήτη!

trb. Ejmaj 18 chronon. Me katadikasan se thanato. Perimeno apo stigme se stigme to ektelestiko apospasma. Dzeto e Ellada! Dzeto e Krete!